# Рыжеголовый корольковый певун
Рыжеголовый корольковый певун (лат. Basileuterus rufifrons) — вид птиц из семейства древесницевых.

## Распространение
Распространены от Мексики до Гватемалы, изредка их наблюдают на территории южных штатов США: в юго-восточной части Аризоны и на юге Техаса.
Птицы южной части ареала сейчас выделяются в отдельный вид Basileuterus delattrii.

## Описание
Обычно достигают длины тела в 12.7 см. Птицы от простого оливкового до оливково-серого цвета, с белой нижней частью брюшка, ярко-жёлтой грудкой и горлом, а также характерным рисунком «лица», состоящим из рыжеватой шапочки, белой линии «бровей», тёмной линии у глаз, переходящей в рыжий цвет щёки с белой отметиной на скуле. Клюв довольно толстый для подобных птиц, крылья круглые и короткие, а хвост длинный, часто поднятый под большим углом и вздёрнутый.

## Биология
Питаются в основном насекомыми и пауками.